# Szia, anyu!
A Szia, anyu! (eredeti cím: Hi, Mom!) 1970-ben készült amerikai filmvígjáték Brian De Palma rendezésében. Ez Robert De Niro egyik első filmje. De Niro megismétli Jon Rubin szerepét az Üdvözletek (1968) című filmből.
Rubin egy kezdő "felnőtt filmes", akinek az az ötlete támad, hogy kamerákat helyezzen ki az ablakára, és filmezze szomszédait.

## Cselekmény
A fiatal fotós, Jon Rubin visszatért a vietnámi háborúból, és most a pornóproducer Joe Banner számára kellene rejtett kamerával privát szexjátékokat filmre vennie. De a dolog balul sül el, elveszíti az állását, és egyre jobban belekeveredik a New York-i politikai alvilágba.
Kapcsolatba kerül egy radikális afroamerikai csoporttal, akik meg akarják mutatni a fehér angolszász protestánsoknak, mit jelent sötét bőrűnek lenni. Egy későbbi előadásban a világos bőrűekből álló közönséget fekete cipőpasztával az arcukon mutatják, és fehér sminket viselő sötét bőrű színészek terrorizálják őket. A fehér tagok ezután megpróbálnak elmenekülni az épületből, de egy liftbe csalják őket. Miközben két sötét bőrű színész (még mindig fehér festéket viselve) megerőszakol egy fehér nézőt, Jon Rubin New York-i rendőrnek álcázva magát a helyszínre érkezik, és letartóztatja a fehér nézőket, mert afroamerikaiaknak hiszi őket.

## Szereplők
- Robert De Niro – Jon Rubin
- Charles Durning – főfelügyelő
- Allen Garfield – Joe Banner
- Lara Parker – Jeannie Mitchell
- Bruce D. Price – Jimmy Mitchell
- Ricky Parker – Ricky Mitchell
- Andy Parker – Andy Mitchell
- Jennifer Salt – Judy Bishop
- Paul Bartel – Tom Wood bácsi
- Gerrit Graham – Gerrit Wood
- Floyd L. Peterson – John Winnicove
- Paul Hirsch – Avery Gunnz
- Joseph King – Dr. Joe King

## Fordítás
- Ez a szócikk részben vagy egészben  a   Hi, Mom! című angol Wikipédia-szócikk fordításán alapul.  Az eredeti cikk szerkesztőit annak laptörténete sorolja fel. Ez a jelzés csupán a megfogalmazás eredetét és a szerzői jogokat jelzi, nem szolgál a cikkben szereplő információk forrásmegjelöléseként.